# 檀島警騎
《檀島警騎》是由哥倫比亞廣播公司（CBS）於1968年至1980年間所播出的美國電視劇集。該片主要於夏威夷檀香山拍攝。主要演員有傑克·勞德與詹姆斯·邁可亞瑟等人演出。臺灣的中國電視公司亦有購得公開播映權，於1974年1月3日起，至1980年8月10日為止。
CBS在原本的檀島警騎的劇情基本設定上進行局部修改，重新拍製新版的《天堂执法者》（Hawaii Five-0），並於2010年至2020年期間播出，全10季。

## 播出時間
中視播出的時間如下：
- 1971年8月5日起每週四17:45~18:45（至同年10月28日）；
- 1971年12月26日起每週日17:00~18:00（至1972年1月2日），在此之前均為黑白播出；
- 1972年1月6日起每週四21:00~22:0（至同年4月6日），開始彩色播出；
- 1972年4月13日起提前於20:00~21:00播出；
- 1972年6月8日改至20:30~21:30播出；
- 1972年9月16日改至19:00~20:00播出，其間播出時段互有調整；
- 最後一季於1982年3月21日（週日）17:25-18:25播出，共播出437集。

## 演員
- Attorney General John Manicote played by Glenn Cannon
- Ben Kokua played by Al Harrington
- Che Fong played by Harry Endo
- Chin Ho Kelly played by Kam Fong
- Danny Williams played by James MacArthur
- Doc Bergman played by Al Eben
- Duke Lukela played by Herman Wedemeyer
- Governor Paul Jameson played by Richard Denning
- Kono Kalakaua played by Zulu
- Steve McGarrett played by Jack Lord
- Wo Fat played by Khigh Dheigh

## 其他
由於《檀島警騎》的賣座，它的英文片名（Hawaii Five-O）中的「Five-O」被轉化變成美式英文中稱呼警察用的俚語。「Five-O」這名稱源自於影集主角人物史提夫·麥加雷少校在大學時代擔任美式足球校隊四分衛時使用的背號「50」，象徵美國的第50個州（也就是夏威夷）。

## 註解
1. ↑  《台灣電視資料庫》查詢之結果[永久]

## 外部連結
- Hawaii Five-O Home Page （页面存档备份，存于） at mjq.net
- 互联网电影数据库（IMDb）上《Hawaii Five-O》的资料（英文）